# Peter Kajüter
Peter Kajüter (* 1966) ist ein deutscher Ökonom und Hochschullehrer.

## Leben
Von 1986 bis 1988 machte er eine Ausbildung zum Bankkaufmann, Deutsche Bank AG, Duisburg. Von 1989 bis 1993 studierte er Betriebswirtschaftslehre an der Universität Münster und der Edinburgh University Management School, Großbritannien, Abschluss: Master of Business Administration (MBA). Nach der Promotion 1999 zum Dr. rer. pol. an der Universität Dortmund war er von 1999 bis 2005 wissenschaftlicher Assistent am Lehrstuhl für Betriebswirtschaftslehre, insbes. Unternehmensprüfung und Controlling (Klaus-Peter Franz), an der Heinrich-Heine-Universität Düsseldorf. Nach der Habilitation 2005 an der Wirtschaftswissenschaftlichen Fakultät der Universität Düsseldorf und Verleihung der venia legendi für das Fach Betriebswirtschaftslehre war er von 2005 bis 2006 Inhaber des Lehrstuhls für Internationale Unternehmensrechnung an der ESCP-EAP Europäische Wirtschaftshochschule Berlin. Seit 2006 ist er Inhaber des Lehrstuhls für Betriebswirtschaftslehre, insb. Internationale Unternehmensrechnung, an der Universität Münster.
Seine Forschungsschwerpunkte sind internationale Rechnungslegung, internationales Controlling, Ländervergleiche im externen und internen Rechnungswesen, IFRS und Controlling, Risikomanagement und Corporate Governance und Kostenrechnung und Kostenmanagement.

## Schriften (Auswahl)
- mit Christian Fink und Norbert Winkeljohann: Lageberichterstattung: HGB, DRS und IFRS Practice Statement Management Commentary, Schäffer-Poeschel, Stuttgart 2013, ISBN 978-3-7910-3299-3.
- Risikomanagement im Konzern: eine empirische Analyse börsennotierter Aktienkonzerne, Vahlen, München 2012, ISBN 978-3-8006-3440-8.
- mit Torsten Mindermann und Carsten Winkler (Hg.): Controlling und Rechnungslegung. Bestandsaufnahme, Schnittstellen, Perspektiven. Festschrift für Professor Dr. Klaus-Peter Franz. Stuttgart 2011, ISBN 3-7910-3092-2.
- Proaktives Kostenmanagement: Konzeption und Realprofile, DUV, Wiesbaden 2000, ISBN 978-3-8244-9033-2.